# La secta del Zum-Bhao
La secta del Zum-Bhao est une bande dessinée espagnole illustrée par Francisco Ibáñez, appartenant à la franchise Mortadel et Filémon, éditée en 1985.

## Synopsis
La bande dessinée commence par les mouvements de rue des membres de la secte, qui sont considérés dans le livre comme des fourbes hypocrites. Pendant ce temps, au siège de la T.I.A., le Super tente d'expliquer la mission à laquelle nos deux agents doivent faire face, bien qu'ils jouent pendant qu'il parle. On découvre par la suite qu'Ofelia veut participer aux mêmes examens d'entrée que les religieux pour rejoindre la secte, car elle voulait apparemment flirter avec eux. Outre Ofelia, il y a des personnages notables comme le manipulateur Pir-aho, le glouton aveugle, et Zum-Bhao lui-même, qui est dans un état permanent de maladie de l'extase.
Alors que les agents tentent de pénétrer dans la secte de Zum-Bhao, ils découvrent que les membres de la secte sont aliénés par le rayon pasotil, qui a la capacité d'annuler la volonté. Sur le terrain, les agents tentent d'obtenir des photos compromettantes, mais en vain, Mortadel finissant par photographier son propre nombril. De plus, les agents interviennent dans une tentative d'arrestation qui s'avère être un échec et finissent par travailler comme porteurs pour le Zum-Bhao. Dans le dernier chapitre, qui compte huit pages contre six dans les chapitres précédents, le Pr Bacterio apparaît avec une nouvelle invention : le rayo marchosillo, qui a la capacité de transformer les adeptes de la secte en ce qu'ils étaient auparavant. Les personnages subissent cette « thérapie » avec des résultats paradoxaux, puisque beaucoup d'entre eux deviennent des voleurs ou des collecteurs d'impôts.
Finalement, c'est Ofelia elle-même qui capturera le maléfique Pir-aho, le véritable « cerveau » de la secte, qui a aliéné l'esprit des gens à des fins lucratives. Après cela, il y a deux pages de remplissage dans lesquelles Mortadel et Filémon tentent d'échapper à une nouvelle mission, se cachant dans une plante et se faisant écraser en s'échappant.

## Édition
Il s'agit d'une des bandes dessinées des années 1980 non dessinées ni écrites par Francisco Ibáñez, qui ont été produites après son départ de Bruguera en 1985. Elle est publiée en série pour la première fois dans les nos 257 à 263 de la revue Mortadelo, puis en 1986 dans le no 315 de l'ancienne collection Olé. Elle cesse d'être publiée en 1988 lorsque Francisco Ibáñez a repris le contrôle de ses personnages.